# No Country for Old Men
No Country for Old Men är en roman från 2005 av den amerikanske författaren Cormac McCarthy. Den utspelar sig 1980 vid gränsen mellan USA och Mexiko, och handlar om följderna av en narkotikaaffär på en avlägsen plats i öknen som går snett. Bokens titel kommer från dikten "Sailing to Byzantium" av William Butler Yeats.

## Handling
Boken följer omväxlande tre karaktärer, Moss, Chigurh och Bell. Dessa blir på olika sätt inblandade i händelser relaterade till en narkotikaaffär som går snett i sydvästra Texas, nära gränsen till Mexiko.
Llewellyn Moss är en antilopjägare och veteran från Vietnamkriget som råkar snubbla över resultatet av en narkotikarelaterad uppgörelse som lämnat alla döda utom en svårt skadad mexikan. Moss hittar en lastbil full med heroin och en axelremsväska med 2,4 miljoner dollar i sedlar. Han tar väskan men lämnar mexikanen, vilket blir starten på en jakt efter Moss som fortsätter nästan hela boken ut.
Sheriffen Ed Tom Bell utreder fallet med narkotikabrottet och försöker skydda Moss och hans unga fru. Bell jagas av tankar på en incident under andra världskriget för vilket han fick en Bronze Star. Nu, dryga 50 år gammal, försöker han fortfarande gottgöra för incidenten som skedde när han var 21 år och soldat. Han bestämmer sig för att försöka lösa fallet och rädda Moss.
Saker kompliceras av Anton Chigurh, en våldsam psykopat som är inhyrd för att hämta tillbaka pengarna. Chigurh använder en bultpistol för att döda sina offer och att öppna dörrar med skivcylinderlås. I ett av hans sista mord i boken ger han ett långt tal om kausalitet och öde inför sitt offer. Wells, en rivaliserande torped och tidigare partner med Chigurh, är också pengarna på spåren.
McCarty berättar historien med två berättandeformer. Huvuddelen av boken presenteras i tredje person med kortare avsnitt i jagform från Ed Tom Bells perspektiv.

## Filmatisering
Boken har filmatiserats av Joel och Ethan Coen. Den hade premiär 2007.

### Fotnoter
1. ↑  Frye, S. (2006). ”Yeats' 'Sailing to Byzantium' and McCarthy's No Country for Old Men: Art and Artifice in the New Novel”. The Cormac McCarthy Society Journal 5. Läst 16 februari 2009.